# 19borders
『19borders』（ナインティーンボーダーズ）は、テレビ番組製作会社ザ・ワークスが2004年に製作したテレビドラマ。全50話。
コインランドリーを舞台に、19歳の若者たちが成長する姿を、一年を通じて描く青春群像ドラマ。主演の福士誠治は、本作がドラマ初主演となる。
2004年から2005年にかけてBS日テレや、テレビ神奈川（TVK）・朝日放送（ABC）など全国20局以上に番組販売されている。放送時間は主に深夜の時間帯。2006年1月からは、CS放送のファミリー劇場で放送。
インターネットでは、2004年11月から2006年3月までKDDI光プラスTVとBIGLOBEストリームにて配信。2006年6月からはGyaOにて配信。2007年2月からは再びファミリー劇場にて放送。
ソニー・ミュージックディストリビューションよりDVDも発売された。

## キャスト
- 茅野悟（福士誠治）

九州の田舎町から「自分のすべき何か」を探しに上京。
- 松山多恵（瀬戸早妃）

ランドリーの経営者の娘でしっかり者。
- 水野嘉浩（要潤）

貧乏演劇青年の熱い男。
- 中島美晴（大山なつ）

容姿端麗だが愛想無しのキャバクラ嬢。
- 相田聡美（加藤美佳）

自分の部屋のようにコインランドリーでくつろぐ。
- 山本慎太郎（加藤壮門）

実家がお金持ちのフリーター。
- 長谷川祐二（小木戸利光）

キャバクラのボーイ。
- 佐野ヒタキ（秦礼子）

東京で一人暮らしをする大学生。
- 水野杏子（広澤草）

水野嘉浩の嫁

## 主題歌
- 野狐禅「ぐるぐる」（13 - 25話）
- 辰島優「KAZE」（39 - 50話）

## エンディングテーマ
- 大山なつ「月へ」（13 - 25話）
- 10,000 Promises.「雨が上がり僕の心は」